# آلية الالتحام والرسو الدولية

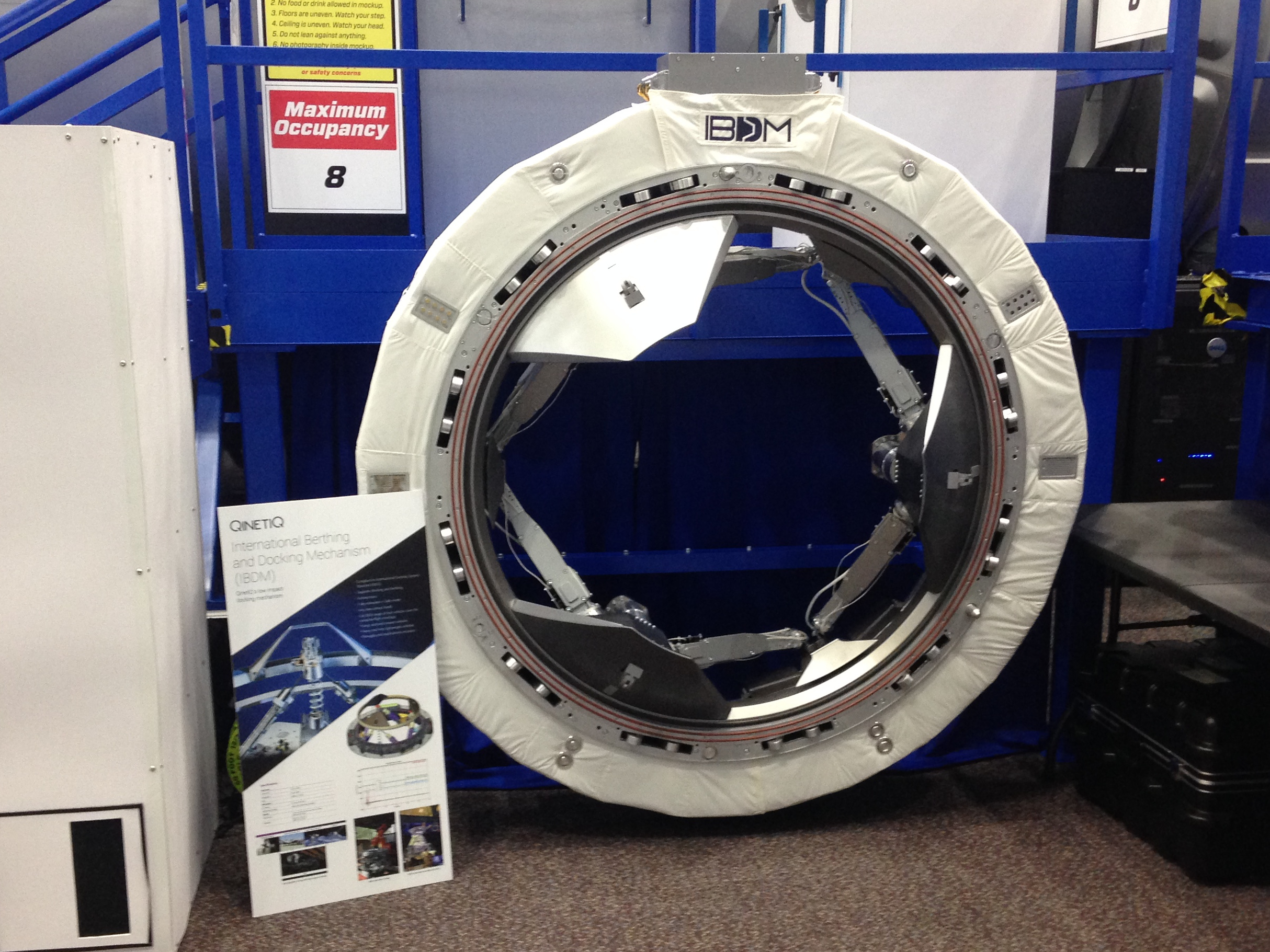

آلية الالتحام والرسو الدولية (آي بي دي إم) هي آلية إرساء أوروبية خنثوية منخفضة التأثير، قادرة على الالتحام والرسو بالمركبات الفضائية الكبيرة والصغيرة. طُورت آي بي دي إم بموجب عقد بين وكالة الفضاء الأوروبية (إيسا) مع شركة كينيتك سبيس كمتعهد رئيسي.

## نظرة تاريخية
بدأ تطوير آي بي دي إم كبرنامج تطوير مشترك مع مركز جونسون للفضاء (جاي إس سي) التابع لناسا. كان التطبيق الأول المُخطط له لـ آي بي دي إم هو استعمالها على متن مركبة عودة الطاقم (سي آر في). في الاتفاقية الأصلية بين الوكالتين، تقرر تطوير وحدة تطوير هندسي (إي دي يو) لإثبات جدوى النظام والتقنيات المرتبطة به. كان جاي إس سي التابع لناسا مسؤولًا عن تصميم النظام وإلكترونيات الطيران في حين كانت إيسا مسؤولةً عن التصميم الميكانيكي. مع ذلك، منذ إلغاء برنامج سي آر في، طورت الوكالتان نظام الإرساء بشكل مستقل.
صُممت آي بي دي إم الآن لتتوافق مع معيار نظام الإرساء الدولي (آي دي إس إس) وبالتالي فهي متوافقة مع وحدات الإرساء الدولية (آي دي إيه) المستقبلية على الجانب الأمريكي من محطة الفضاء الدولية (آي إس إس).
بدأت وكالة الفضاء الأوروبية الآن تعاونًا مع سييرا نيفادا كوربوريشن (إس إن سي) لتوفير آي بي دي إم لربط هذه المركبة الجديدة بمحطة الفضاء الدولية في المستقبل. بعد اختيار إس إن سي كمتعهد تجاري لإعادة إمداد محطة الفضاء الدولية في يناير 2016، قررت وكالة الفضاء الأوروبية إنفاق 33 مليون يورو (36 مليون دولار) لإكمال تصميم آي بي دي إم وبناء نموذج طيران للمهمة الأولى لمركبة دريم تشييسر.

## التصميم
يوفر تصميم آي بي دي إم إمكانية الالتحام والرسو. تشمل آلية الإرساء آلية الالتقاط اللينة (إس سي إس)، ونظام وصل هيكلي يُدعى نظام الالتقاط الصلب (إتش سي إس). تعمل إلكترونيات طيران آي بي دي إم في نظام الإطناب الساخن.

### نظام الالتقاط اللين
يستخدم إس سي إس التحكم النشط باستخدام 6 أرجل منظمة من آر يو إيه جي سبيس (سويسرا) مُصممة للتحكم في حلقة إس سي إس في درجات الحرية الست الخاصة بها. تُقاس قوى الأرجل لتعديل توافق حلقة إس سي إس لتسهيل محاذاة المنصة النشطة أثناء الالتقاط. يمكن التعامل مع مجموعة كبيرة من خصائص كتلة المركبة. تسمح المزالج الميكانيكية بالقيام التقاط لين.

### نظام الالتقاط الصلب
يستخدم إتش سي إس آليات ربط هيكلية لإغلاق الواجهة الواصلة المغلقة. طورت كينيتك سبيس عدة أجيال من المزالج والخطافات لتحقيق تصميم الخطاف النهائي. ستكون إس إي إن إي آر (إسبانيا) مسؤولةً عن مزيد من التطوير والتأهيل لنظام إتش سي إس الفرعي.

### المميزات
الميزة الرئيسية لآي بي دي إم هي أنها تخضع لتحكم الحاسوب بالكامل، وهي قادرة على تحقيق عمليات إرساء ورسو سلسة منخفضة التأثير (ما يقلل من قوى الاتصال والأحمال الهيكلية الناتجة)، وتستطيع القيام بعمليات مستقلة في حالة حدوث فشل في النظام، وهي مرنة فيما يتعلق بكتلة المركبات الفضائية ما يجعلها مناسبةً للتطبيقات التي تتراوح بين الاستكشافات وإيصال الإمدادات. يتوفر أيضًا وضع احتياطي آمن في حالة فشل الأنظمة.